# 파워리스
《파워리스》(영어: Powerless)는 2017년에 방영된 미국의 시트콤이다.